# Pedeo
En la mitología griega, Pedeo fue un hijo bastardo de Antenor a quien Téano crio con igual solicitud que a los hijos propios, para complacer a su esposo. 
Meges, hijo de Fileo, le mató ante los muros de Troya, clavándole en la nuca una lanza que le cortó la lengua y le asomó por los dientes.